# Coelorinchus campbellicus
Coelorinchus campbellicus és una espècie de peix de la família dels macrúrids i de l'ordre dels gadiformes.

## Hàbitat
És un peix d'aigües profundes que viu fins als 1026 m de fondària.

## Distribució geogràfica
Es troba a prop de Nova Zelanda (50° 31′ S, 174° 19′ E).